# Беттинген
Беттинген (нем. Bettingen BS) — коммуна в Швейцарии, в кантоне Базель-Штадт.
Население составляет 1199 человек (на 31 декабря 2006 года). Официальный код — 2702.

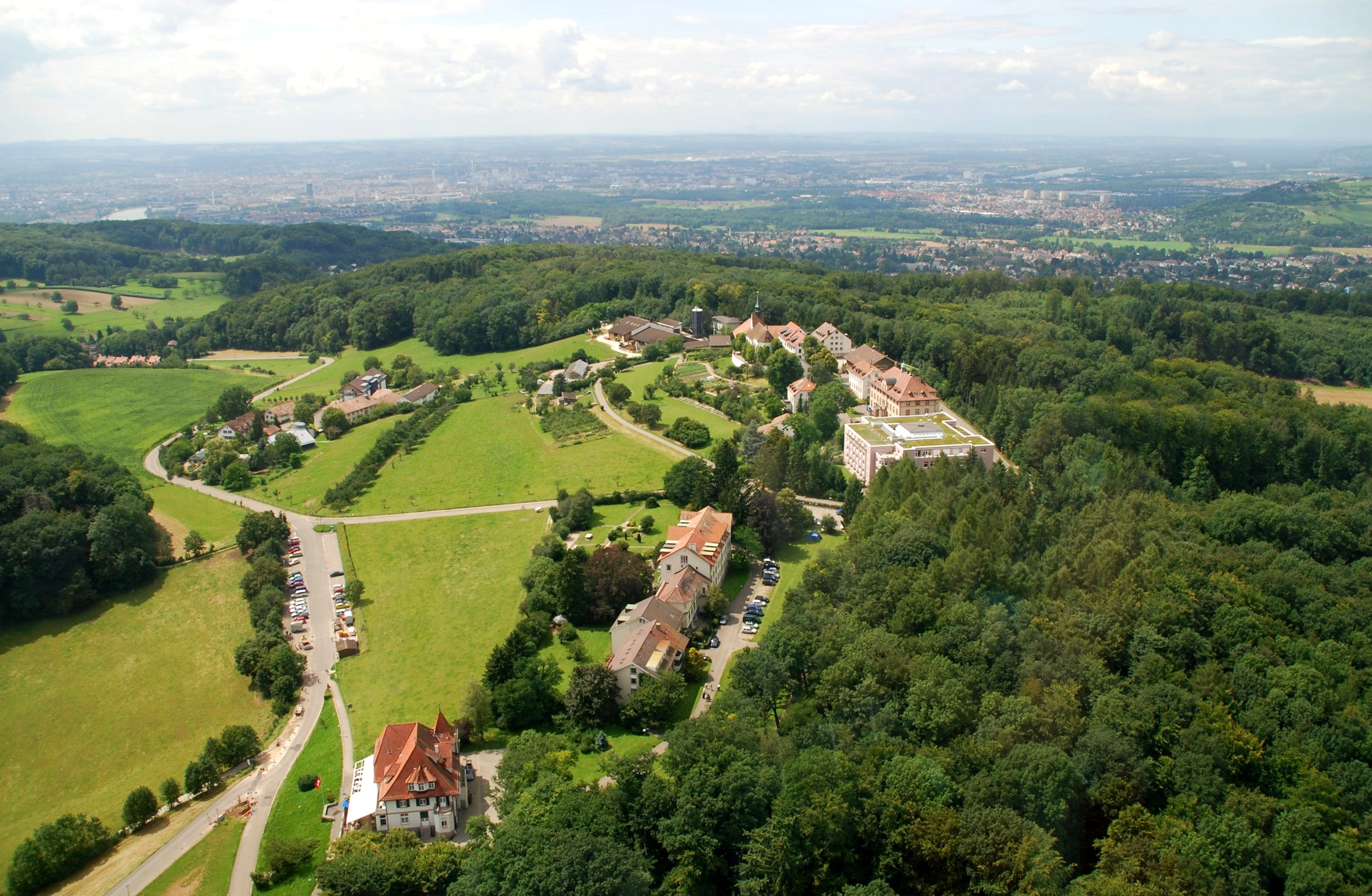
Вид с высоты на окрестности

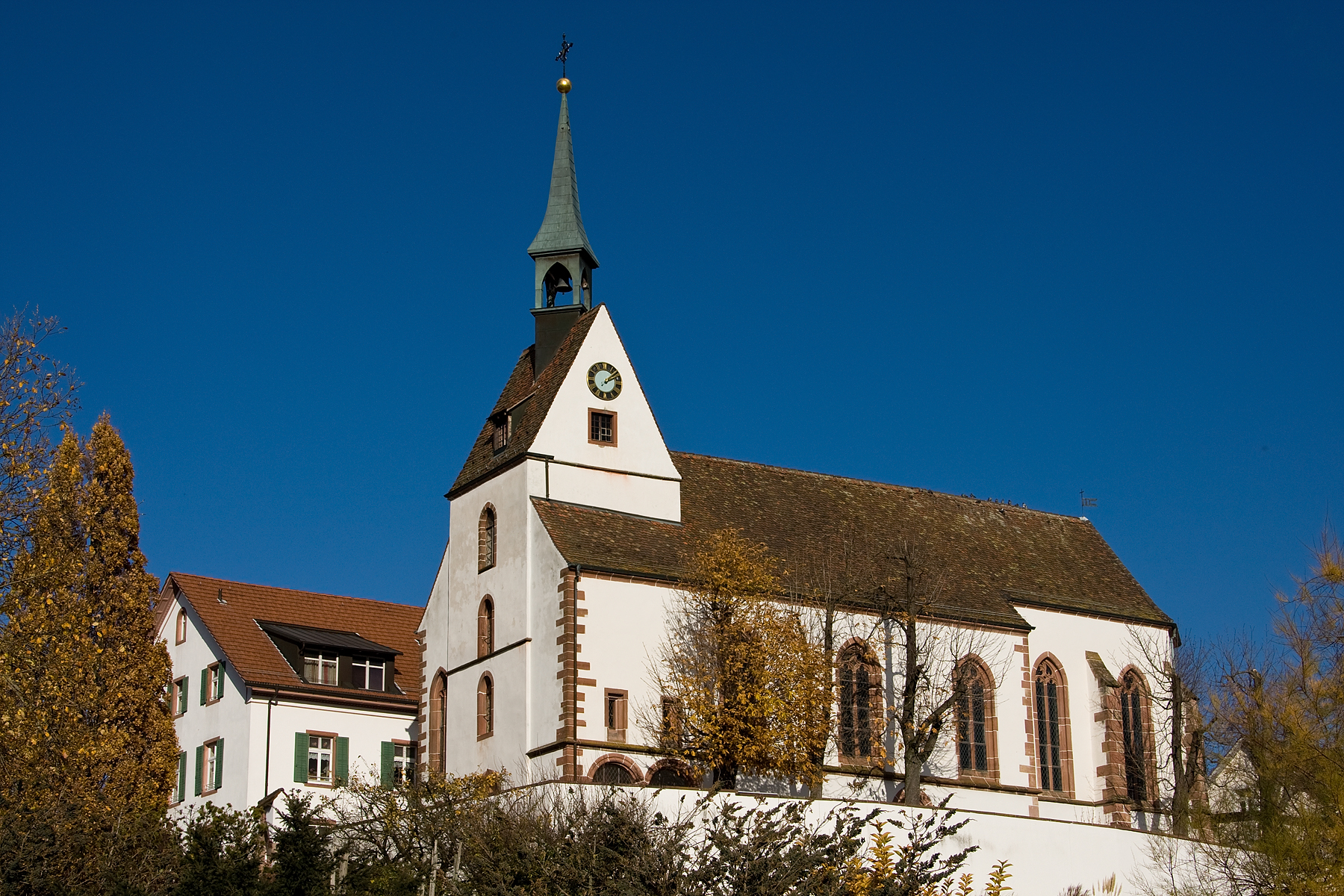
Церковь St. Chrischona